# ليفاوكس
ليفاوكس (بالفرنسية: Lefaux)‏ هي بلدية تقع في إقليم باد كاليه من منطقة نور با دو كاليه في شمال فرنسا. تبلغ مساحة هذه المدينة 8.25 (كم²)، وترتفع عن سطح البحر 75 م، يبلغ عدد سكانها 291 نسمة حسب إحصاء المعهد الوطني للإحصاء والدراسات الاقتصادية سنة 2009 م. وترأس Geneviève Margueritte البلدية خلال فترة (2008-2014).